# Брусилівська районна рада
Бруси́лівська райо́нна ра́да Жито́мирської о́бласті — орган місцевого самоврядування Брусилівського району Житомирської області. Розміщується в селищі міського типу Брусилів, котре є адміністративним центром Брусилівського району.

## VII скликання

### Склад ради
Загальний склад ради: 26 депутатів.
Виборчий бар'єр на чергових місцевих виборах 2015 року подолали місцеві організації восьми політичних партій. Найбільше депутатських місць отримали Всеукраїнське об'єднання «Батьківщина» та БПП «Солідарність» — по 5; по 3 мандати мають Всеукраїнське об'єднання «Свобода», Українська партія «Єдність», Народна партія та Аграрна партія України, по 2 депутати привели до ради Радикальна партія Олега Ляшка та УКРОП.
За інформацією офіційної сторінки, станом на травень 2020 року в раді діють дві депутатські фракції (БПП «Солідарність», ВО «Батьківщина») та три постійні депутатські комісії:
- з питань соціально — економічного розвитку району, агропромислового комплексу, земельних відносин та використання природних ресурсів, агропромислового комплексу та земельних відносин;
- з гуманітарних питань, охорони здоров'я та соціального захисту населення;
- з питань законності, бюджету та комунальної власності.

### Керівний склад
13 листопада 2015 року, на першій сесії Брусилівської районної ради VII скликання, головою районної ради обрано депутата від Народної партії, члена цієї ж партії, Ніну Рафальську, що до обрання працювала директором місцевого кооптзаготпрому.

## Колишні голови ради
- Габенець Володимир Васильович — 2006—2014 роки